# Voetkoppeling

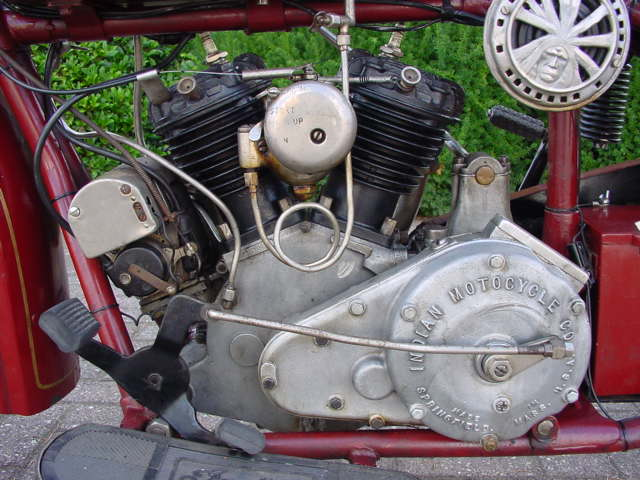
Voetkoppeling op een Indian Scout uit 1930

Een voetkoppeling is een ouderwetse manier om de koppeling van een motorfiets te bedienen.
Voetkoppelingen werden toegepast door onder andere Indian en Harley-Davidson. Vooral Harley hield lang vast aan de voetkoppeling, waardoor klanten en dealers zelf wijzigingen gingen aanbrengen, bijvoorbeeld door de constructie van de Speed E-shift. Zie ook clutch booster, mousetrap, suicide clutch.
Tegenwoordig wordt de koppeling van een motorfiets met de linkerhand bediend middels een hendel aan het stuur.